# Hafentarif
Als Hafentarif (englisch harbour tariff) wird die Summe der Gebühren und Preise für die Hauptleistungen eines Hafens, wie Umschlag, Lagerung, Liegezeit des Schiffs und weitere Dienstleistungen bezeichnet. Die Tarife werden für ein definiertes Hafengebiet der jeweiligen Häfen festgelegt.

## Allgemeines
In den meisten Häfen werden die einzelnen Teilleistungen entsprechend der Vielgestalt der Unternehmen im Hafen in Einzeltarife, wie Hafengeld (für die Nutzung von Liegeplätzen und Wasserflächen), Kaitarif beziehungsweise Kajengeld (für die Nutzung der Hafenanlagen zu Umschlagszwecken), Stauertarif und Ähnliches ausgewiesen. In vielen Häfen werden dagegen nahezu alle vom Hafenbetrieb erbrachten Leistungen, wie land- und schiffsseitige Umschlagleistungen, in Anspruch genommene Lagerkapazitäten, Hilfs- und Nebenleistungen am Ladungsgut und am Schiff in einem Seeumschlagtarif (kurz Hafentarif) zusammengefasst. 

## Bestandteile
Fast immer sind im Hafentarif auch Gebühren enthalten, die das Schiff für die Benutzung der Wasserstraße zum Seehafen und der Hafengewässer, des Kais und das Festmachen des Schiffs am Kai zu zahlen hat. Die Höhe der Entgelte, die vom Schiff oder dem Absender bzw. Empfänger der Güter für die Inanspruchnahme der einzelnen Leistungen der Häfen berechnet werden, richten sich nach der Art und Menge der Umschlagsleistungen sowie nach den Kaigebühren. Diese wiederum sind abhängig nach Art und Menge der geladenen/gelöschten Tonnen Fracht. Die Hafen-, Liege- und Festmachekosten richten sich nach der Vermessung der Schiffe. Für unterschiedliche Schiffstypen gibt es angepasste Tarife, so werden Frachtschiffe und Passagierschiffe unterschiedlich belastet. Die Höhe des Hafengelds richtet sich allgemein nach der Schiffsgröße, dessen Tiefgang sowie nach der Dauer der Gesamtliegezeit.

## Sportschifffahrt
In der Sportschifffahrt werden die Hafengebühren (englisch Habour dues) vielfach auch als Liegegebühren bezeichnet. Sie richten sich in der Regel nach der Länge des Bootes. Hinzu kommen die Gebühren für den Landanschluss, Wasser und gegebenenfalls auch die Ortstaxe.